# Politiofene

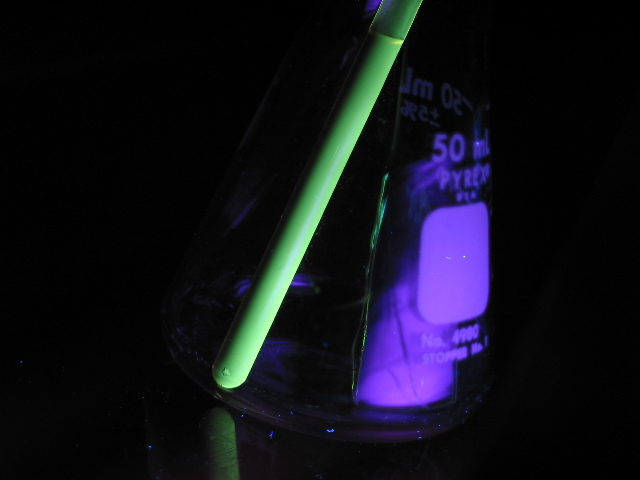
Fluorescenza all'UV di una soluzione di politiofene sostituito

Il politiofene (PT) è il polimero del tiofene.
È un polimero coniugato intrinsecamente conduttore che presenta elevata stabilità: allo Stato neutro è stabile fino a 350 °C in aria e fino a 900 °C in atmosfera inerte. Tale stabilità è dovuta al suo potenziale redox (E°=0,70 V).
Il PT presenta però problemi di processabilità, poiché insolubile nei comuni solventi organici ed infusibile in quanto, oltre una certa temperatura, si degrada prima di fondere.
Il tiofene può essere polimerizzato al corrispondente politiofene sia per via elettrochimica che per via chimica e, con la prima modalità, sono stati ottenuti film flessibili e autoconsistenti di polimero.
La polimerizzazione elettrochimica consente di preparare solo piccole quantità di prodotto, al contrario della sintesi chimica, che permette di lavorare su scala più ampia.
Un metodo di polimerizzazione per via chimica del tiofene è quello che utilizza cloruro ferrico (FeCl3) sia come agente polimerizzante che come ossidante. Conduce direttamente al polimero drogato (ossidato) e permette di ottenere alti pesi molecolari.
Uno dei metodi più utilizzati per rendere processabili i politiofeni è quello di funzionalizzarli (tipicamente nella posizione 3 dell'anello) con catene alchiliche di lunghezza variabile. Questa procedura ha il vantaggio di ottenere un polimero solubile e quindi lavorabile, inoltre riduce la presenza di concatenamenti errati tra gli anelli in quanto la posizione 3 dell'anello risulta occupata.